# Y̌
Y̌ (minuskule y̌) je speciální znak latinky, který se používá pro přepis dévanágárí do latinky (pro přepis písmene ‹ ॺ ›). Používá se také v jednom přepisu kurdštiny do latinky (pro přepis písmene ‹ ێ ›).
V Unicode má Y̌ a y̌ tyto kódy:
Y̌ <U+0059, U+030C>
y̌ <U+0079, U+030C>